# Jacy Jayne
Taylor Grado (Tampa, Florida, 2 de junio de 1996) es una luchadora profesional estadounidense. Ahora trabaja para la empresa WWE, donde se presenta en la marca NXT bajo el nombre de Jacy Jayne.

## Carrera

### Inicios (2018-2020)
Grado comenzó su carrera entrenando en la World Wrestling Academy, con ubicación en New Port Richy Florida. Después de cuatro meses de entrenamiento, comenzó a luchar en varios eventos. Bajo el nombre de Avery Taylor, hizo su debut cerca del 30 de mayo de 2018, en American Combat Wrestling (ACW). Estableció su carrera en promociones ubicadas en Florida, como ACW, Shine Wrestling, Evolve y Full Impact Pro. Se convirtió en tres veces campeona femenina con dos reinados en American Combat Wrestling y otro en World Xtreme Wrestling.

### WWE (2020-presente)
Hizo su debut televisivo en el episodio del 23 de septiembre de NXT durante el cual compitió en un Number One Contender Battle Royal ganado por Candice LeRae. Se informó ya el 24 de febrero de 2021, firmó con WWE. Hizo su debut bajo el nuevo nombre de Jacy Jayne en el episodio del 20 de julio de NXT en un combate perdido contra Franky Monet.
En el primer episodio de NXT 2.0, el 14 de septiembre, Gigi Dolin y Jayne se enfrentaron a Carter y Catanzaro en un combate por equipos, que perdieron por descalificación después de que Mandy Rose interfiriera, durante el cual estrenó un nuevo look de pelo oscuro, y posteriormente lucharon contra Carter, Catanzaro y Sarray en un combate por equipos de seis mujeres, en el que Rose, Dolin y Jayne salieron victoriosas. Rápidamente se unió al stable femenino Toxic Attraction liderado por Mandy Rose en 2021, estableciéndose así como una heel en el proceso. Durante el episodio del 28 de septiembre de NXT 2.0, el grupo fue representado en su primer combate en el ring por Dolin y Jayne, en un combate por los Campeonatos Femeninos en Parejas de NXT que fue ganado por Io Shirai & Zoey Stark. En NXT Halloween Havoc, Dolin y Jayne derrotaron a Shirai y Stark, y a Indi Hartwell y Persia Pirotta en una Lucha de escaleras de triple amenaza por equipos por los Campeonatos Femeninos en Parejas de NXT, marcando los primeros campeonatos para Dolin y Jayne en la compañía.
En el episodio del 16 de noviembre de NXT 2.0 se unió a Gigi Dolin, Mandy Rose y Dakota Kai en un WarGames Match en NXT WarGames 2021 para enfrentarse a Raquel González, Kay Lee Ray, Cora Jade e Io Shirai. En el evento, Toxic Attraction y Dakota Kai fueron derrotados por el Equipo Raquel. En NXT Vengeance Day, Gigi y Jacy retuvieron sus Campeonatos Femeninos en Parejas de NXT contra Indi Hartwell y Persia Pirotta.
En el kick-off de NXT Stand & Deliver el 2 de abril de 2022, Gigi y Jacy perdieron los Campeonatos Femeninos en Parejas de NXT ante Dakota Kai y Raquel González quiénes fueron ayudadas por Wendy Choo, poniendo fin a su reinado en 158 días. Sin embargo, recuperaron los títulos con la ayuda de Mandy Rose 3 días después en el episodio del 5 de abril de NXT 2.0. En NXT The Great American Bash, junto a Gigi Dolin fueron derrotadas por Cora Jade & Roxanne Perez perdiendo los Campeonatos Femeninos en Parejas de NXT.
En el episodio de NXT del 3 de octubre, hizo equipo junto a Thea Hail derrotando a Elektra Lopez & Lola Vice, la siguiente semana, durante el segmento de la Chase University, ingresó a la clase de Andre Chase a petición de Thea Hail, comenzando a apoyar a la Chase U, la siguiente semana en NXT, junto a Thea Hail salieron a apoyar y alentar a Chase U (Andre Chase & Duke Hudson), pocos días después, en el NXT Level Up emitido el 27 de octubre, derrotó a Izzi Dame.
En el episodio de NXT del 27 de mayo del 2025 Jayne ganó el Campeonato Femenil de NXT derrotando a Stephanie Vaquer con la ayuda de Fatal Influence (Fallon Henley y Jazmyn Nix), Chik Tormenta y Dalys, ganando su primer título individual en WWE y terminando con el reinado de 77 días de Vaquer.
En el evento de TNA Slammiversary (2025) celebrado el 20 de julio de 2025, Jayne ganó el Campeonato mundial de las Knockouts de TNA al derrotar a Masha Slamovich en una lucha donde la ganadora de lo llevaba todo, donde el Campeonato femenino de NXT también estuvo en juego.

## Campeonatos y logros
- American Combat Wrestling
  - Campeonato Femenino de ACW (2 veces)[15]
  - Torneo de Aspirantes al Campeonato Femenino de ACW (2018)[16]

- TNA Wrestling
  - TNA Knockouts World Championship (1 vez, actual)

- World Xtreme Wrestling
  - Campeonato Femenino de WXW (1 vez)[17]

- WWE
  - NXT Women's Championship (1 vez, actual)
  - NXT Women's Tag Team Championship (2 veces) - con Gigi Dolin[18][19]

- Pro Wrestling Illustrated
  - Situada en el Nº49 en el PWI Women's 150 en 2022.[20]
  - Situada en el Nº107 en el PWI Women's 250 en 2023.[21]